# Mark Harelik
Marcus Frank Harelik (Hamilton, 5 giugno 1951) è un attore e commediografo statunitense.

## Carriera
Al cinema, Harelik è apparso nel 1999 nel film Election e più tardi, nel 2006, in una commedia intitolata For Your Consideration.
Altro impiego di minore importanza è stato quello come doppiatore, quando ha prestato la voce a Rogers nel film d'animazione del 1994 L'incantesimo del lago.
 La maggior parte delle sue apparizioni, tuttavia, sono avvenute in televisione, grazie alla partecipazione a serie quali Seinfeld, Wings, Grace Under Fire, Will & Grace, Crescere, che fatica! e The Big Bang Theory. I due camei più importanti sono stati nell'episodio finale di Cin cin ed in "Contrappunto", un episodio della quinta stagione di Star Trek: Voyager, nel quale ha interpretato l'ispettore Devore Kashyk.

Il teatro lo vede partecipare invece sia con la veste di attore sia come commediografo. Nel 2005 ha recitato nel musical di Broadway The Light in the Piazza, e sempre nello stesso anno egli stesso ha scritto una commedia, The Immigrant, che è stata ben ricevuta da pubblico e critica ed è stata successivamente adattata in un musical dallo stesso titolo.

## Filmografia parziale

### Attore

#### Cinema
- Lo gnomo e il poliziotto (A Gnome Named Gnorm), regia di Stan Winston (1990)
- Election, regia di Alexander Payne (1999)
- Jurassic Park III, regia di Joe Johnston (2001)
- I Love Movies (Watching the Detectives), regia di Paul Soter (2007)
- 42 - La vera storia di una leggenda americana (42), regia di Brian Helgeland (2013)
- L'ultima parola - La vera storia di Dalton Trumbo (Trumbo), regia di Jay Roach (2015)
- La battaglia dei sessi (Battle of the Sexes), regia di Jonathan Dayton e Valerie Faris (2017)

#### Televisione
- L'uomo di Singapore (Bring 'Em Back Alive) – serie TV, episodio 1x17 (1983)
- Cin cin (Cheers) – serie TV, episodio 11x25 (1983)
- Wings – serie TV, 5 episodi (1993-1996)
- Almost Perfect – serie TV, 3 episodi (1995-1996)
- Hearts Afire – serie TV, 4 episodi (1993)
- Grace Under Fire – serie TV, 1 episodio (1996)
- Seinfeld – serie TV, 1 episodio (1997)
- The Practice - Professione avvocati (The Practice) – serie TV, 1 episodio (1997)
- L'atelier di Veronica (Veronica's Closet) – serie TV, 3 episodi (1998)
- Star Trek: Voyager – serie TV, episodio 5x10 (1998)
- Un detective in corsia (Diagnosis: Murder) – serie TV, 1 episodio (2001)
- Angel – serie TV, 1 episodio (2002)
- CSI: Miami – serie TV, 1 episodio (2003)
- Will & Grace – serie TV, 3 episodi (2004)
- Desperate Housewives – serie TV, episodio 1x13 (2005)
- Dr. House - Medical Division (House, M.D.) – serie TV, 1 episodio (2005)
- Six Feet Under – serie TV, 1 episodio (2005)
- Una mamma per amica (Gilmore Girls) – serie TV, episodio 6x09 (2005)
- Numb3rs – serie TV, 1 episodio (2005)
- Four Kings – serie TV, 1 episodio (2006)
- Grey's Anatomy – serie TV, episodio 2x19 (2006)
- NCIS - Unità anticrimine (NCIS) – serie TV, episodio 3x20 (2006)
- Bones – serie TV, 1 episodio (2006)
- The Unit – serie TV, 1 episodio (2006)
- The Closer – serie TV, episodio 2x02 (2006)
- Las Vegas – serie TV, 1 episodio (2006)
- Sleeper Cell – serie TV, 1 episodio (2006)
- The Big Bang Theory – serie TV, 5 episodi (2007-2008)
- Prison Break – serie TV, 2 episodi (2007)
- E.R. - Medici in prima linea (ER) – serie TV, 1 episodio (2007)
- Medium – serie TV, 1 episodio (2008)
- Detective Monk (Monk) – serie TV, episodio 8x14 (2009)
- Breaking Bad – serie TV, 1 episodio (2010)
- Lie to Me – serie TV, 1 episodio (2010)
- The Good Wife – serie TV, 1 episodio (2011)
- Castle – serie TV, episodio 4x06 (2011)
- Scandal – serie TV, 1 episodio (2012)
- Awake – serie TV, 5 episodi (2012)
- Getting On – serie TV, 10 episodi (2013-2014)
- Vegas – serie TV, 1 episodio (2013)
- The Mentalist – serie TV, episodio 6x18 (2014)
- Perception – serie TV, 1 episodio (2014)
- Unbreakable Kimmy Schmidt – serie TV, 1 episodio (2015)
- Preacher – serie TV, 15 episodi (2016-2019)
- Le regole del delitto perfetto (How to Get Away with Murder) – serie TV, episodio 5x03 (2018)
- Grace and Frankie - serie TV, episodio 5x07 (2019)
- Perry Mason - serie TV, episodi 1x03, 1x05 (2020)
- The Rookie - serie TV, episodio 4x18 (2022)
- Presunto innocente (Presumed Innocent) – serie TV, episodi 1x01-1x02 (2024)
- One Piece – serie TV (2026)

### Doppiatore
- L'incantesimo del lago (The Swan Princess), regia di Richard Rich (1994)

## Riconoscimenti
- 2005 Drama Desk Award: candidatura per Libretto di Musical Eccezionale — The Immigrant
- 2003 Lucille Lortel Award: candidatura per Musical Eccezionale — Hank Williams: Lost Highway

## Doppiatori italiani
Nelle versioni in italiano delle opere in cui ha recitato, Mark Harelik è stato doppiato da:
- Massimo Lodolo in Star Trek: Voyager, The Mentalist
- Ambrogio Colombo in Desperate Housewives, L'ultima parola - La vera storia di Dalton Trumbo
- Edoardo Nordio in Medical Investigation, Castle
- Enrico Di Troia in Grey's Anatomy, NCIS - Unità anticrimine
- Pierluigi Astore in Detective Monk, Le regole del delitto perfetto
- Francesco Prando in Imposters, Unbreakable Kimmy Schmidt
- Gaetano Varcasia in Election
- Sergio Di Stefano in Jurassic Park III
- Sergio Di Giulio in Angel
- Roberto Draghetti in CSI: Miami
- Massimo Bitossi in Dr. House - Medical Division
- Enrico Chirico in Six Feet Under
- Massimiliano Plinio in Bones
- Gerolamo Alchieri in The Closer
- Vittorio Guerrieri in Prison Break
- Nino D'Agata in The Big Bang Theory
- Natale Ciravolo in I Love Movies
- Daniele Valenti in Breaking Bad
- Antonio Palumbo in The Good Wife
- Danilo Bruni in Scandal
- Gianluca Machelli in Perception
- Vittorio Bestoso in Preacher
- Luca Biagini ne La battaglia dei sessi
- Davide Marzi in Perry Mason
- Mauro Gravina in Grace and Frankie
- Donato Sbodio in The Rookie
- Carlo Valli in Presunto innocente